# Einar Modig
Einar Modig, född 28 november 1883 i Stockholm, död 10 mars 1960 i Stockholm, var en svensk diplomat och kommerskollegiesekreterare.

## Biografi
Modig var son till revisorn Otto Modig och Maria Landgren. Han tog fil kand i Uppsala 1903, fil lic 1905 och jur kand 1907 innan han blev attaché vid Utrikesdepartementet (UD) 1907. Modig var andre sekreterare 1909, tillförordnad sekreterare i kommerskollegium 1911–1914, extra föredragande i finansdepartementet 1914–1915 och vice verkställande direktör i Sydsvenska kreditaktiebolaget 1916 samt vice verkställande direktör och styrelseledamot i Nordiska Kompaniet (NK) 1916–1922. Han var därefter statssekreterare och expeditionschef i handelsdepartementet 1926–1930 innan han återvände till diplomatyrket och blev sändebud i Lima med flera huvudstäder 1931, i Buenos Aires 1934, i Ankara och Aten 1939 samt i Bryssel och Luxemburg 1946–1948. Han återvände därefter till UD.
Modig var ledamot av statens handelskommission 1915, ordförande i tullverkets tjänstgöringskommission 1922–1924 och hade uppdrag i Europa och Amerika för Grängesbergsbolaget 1925–1926 samt var Sveriges ombud vid diplomatiska konferensen i Genève 1927–1928. Han var också ordförande i direktionen för handelsflottans pensionsanstalt 1926–1930, i handelskommissionen 1939–1941 och 1948–1950, i svenska delegationen vid handelsavtalsförhandlingar med Italien 1940, med Sovjetunionen med flera länder från 1948, ordförande och chef för flyktkapitalbyrån 1945–1946, i kommittén för Chicagomässan 1949, styrelseledamot i Jungnerbolagen från 1948, ordförande 1952 samt ordförande Exportföreningens studiedelegation i Afrika 1952–1953, i Colombia 1954 och i Indien 1957.
Han gifte sig 1911 med Maina Tanninen (1892–1984), dotter till grosshandlaren Max Tanninen och Maria Makowski. Modig avled den 10 mars 1960 och gravsattes den 6 maj 1960 på Norra begravningsplatsen i Stockholm.

## Utmärkelser

### Svenska utmärkelser
- Kommendör med stora korset av Nordstjärneorden, 6 juni 1940.[5]
- Kommendör av första klassen av Nordstjärneorden, 6 juni 1932.[6]
- Kommendör av andra klassen av Nordstjärneorden, 16 juni 1928.[7]
- Riddare av Nordstjärneorden, 1926.[8]
- Riddare av första klassen av Vasaorden, 1915.[9]

### Utländska utmärkelser
- Storkorset av Belgiska Kronorden, tidigast 1950 och senast 1955.[10][11]
- Storkorset av Finlands Vita Ros’ orden, tidigast 1940 och senast 1942.[12][13]
- Riddare av storkorset av Italienska kronorden, tidigast 1940 och senast 1942.[12][13]
- Storkorset av Luxemburgska Ekkronans orden, tidigast 1947 och senast 1950.[10][14]
- Storkorset av Peruanska Solorden, tidigast 1935 och senast 1940.[12][15]
- Storofficer av Peruanska Solorden, tidigast 1931 och senast 1935.[15][16]
- Storkorset av Ungerska Förjänstorden, tidigast 1942 och senast 1945.[13][17]
- Kommendör av första klass av Polska Polonia Restituta, tidigast 1931 och senast 1935.[15][16]
- Innehavare av Tyska örnens orden (med grad som på svenska angivits som Storofficer), tidigast 1940 och senast 1942.[12][13]
- Storofficer av Venezuelas Bolivarorden, tidigast 1945 och senast 1947.[14][17]
- Officer av Franska Hederslegionen, tidigast 1950 och senast 1955.[10][11]
- Riddare av första klassen av Badiska Zähringer Löwenorden, senast 1910.[18]
- Riddare av fjärde klassen av Preussiska Kronorden, senast 1910.[18]